# Jumping Lake
Jumping Lake är en sjö i Kanada.   Den ligger i provinsen Saskatchewan, i den centrala delen av landet, 2 300 km väster om huvudstaden Ottawa. Jumping Lake ligger 491 meter över havet. Arean är 10,4 kvadratkilometer. Den sträcker sig 3,0 kilometer i nord-sydlig riktning, och 4,2 kilometer i öst-västlig riktning.
Trakten runt Jumping Lake består till största delen av jordbruksmark. Trakten runt Jumping Lake är nära nog obefolkad, med mindre än två invånare per kvadratkilometer.